# Sphecomorpha murina
Sphecomorpha murina är en skalbaggsart som först beskrevs av Johann Christoph Friedrich Klug 1825.  Sphecomorpha murina ingår i släktet Sphecomorpha och familjen långhorningar.
Artens utbredningsområde är Paraguay. Inga underarter finns listade i Catalogue of Life.